# Urceolina latifolia
Urceolina latifolia är en amaryllisväxtart som först beskrevs av Herb., och fick sitt nu gällande namn av George Bentham och Joseph Dalton Hooker. Urceolina latifolia ingår i släktet Urceolina och familjen amaryllisväxter. Inga underarter finns listade i Catalogue of Life.